# هيكتور غارسيا (لاعب كرة سلة)
هيكتور غارسيا (بالإسبانية: Héctor García Otero)‏ (و. 1926  م) هو لاعب كرة سلة، ومدرب كرة سلة أوروغوياني، شارك في الألعاب الأولمبية الصيفية 1956، وبطولة كأس العالم لكرة السلة 1954، والألعاب الأولمبية الصيفية 1948، والألعاب الأولمبية الصيفية 1952، وبطولة كأس العالم لكرة السلة 1959.

## روابط خارجية
- هيكتور غارسيا على موقع الاتحاد الدولي لكرة السلة (الإنجليزية)
- هيكتور غارسيا على موقع الاتحاد الدولي لكرة السلة (الإنجليزية)
- هيكتور غارسيا على موقع سبورتس رفرنس (الإنجليزية)
- هيكتور غارسيا على موقع أوليمبيديا (الإنجليزية)